# 金丸徳重
金丸 徳重（金丸 德重、かなまる とくしげ、1900年8月24日 - 1997年8月17日）は、日本の政治家。衆議院議員（5期、日本社会党）。

## 経歴
山梨県出身。1928年東北帝国大学法文学部卒。逓信省に入り、満洲国に渡る。満洲国では交通部事務官、総務庁参事官を務め帰国した。その後熊本逓信局長、郵政省簡易保険局長を務める。1951年、山梨県知事天野久のもとで副知事に就任。1955年に副知事を辞職し、山梨県知事選挙に立候補したが、現職の天野に敗れた。1958年の第28回衆議院議員総選挙で山梨県から日本社会党公認で立候補して当選。1960年の第29回衆議院議員総選挙で落選。落選中の1963年の山梨県知事選挙に再び立候補したが敗れた。同年の第30回衆議院議員総選挙で復帰した。以来連続4回当選。その間、災害対策特別委員長を務めた。1976年の総選挙に出馬せず引退。後に日本電信電話公社経営委員会委員に就任した。
1989年春の叙勲で勲二等瑞宝章受章。
1997年8月17日、脳梗塞のため東京都世田谷区の自宅で死去、96歳。死没日をもって従五位から正四位に叙される。